# Uta Stammer

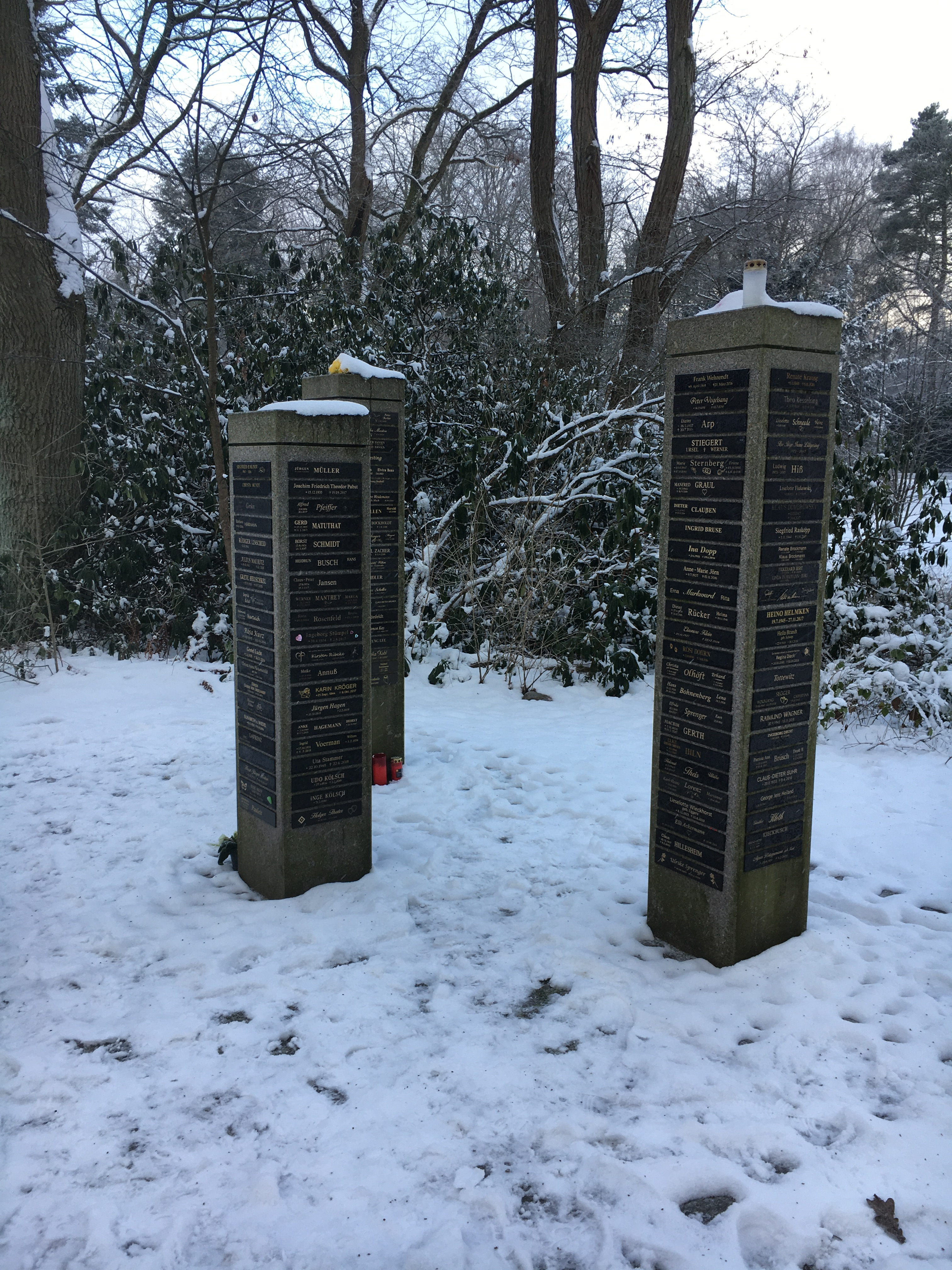
Grabstätte Uta Stammer auf dem Friedhof Ohlsdorf; linke Stele, 4. Schild von unten

Uta Stammer (* 22. Oktober 1948 in Flensburg; † 22. Juni 2018 in Hamburg) war eine deutsche Schauspielerin und Hörspielsprecherin.

## Leben
Uta Stammer trat bereits als Kind bei einer Flensburger Laienbühne auf. Nach dem Abitur verbrachte sie sechs Monate als Au-pair-Mädchen in Manchester. Anschließend absolvierte sie ihre Berufsausbildung an der Staatlichen Hochschule für Musik und darstellende Kunst in Hamburg, wo sie u. a. Schülerin von Annemarie Marks-Rocke war. Nach ersten Auftritten wiederum in Flensburg erhielt Uta Stammer ein zweijähriges Engagement am Stadttheater Würzburg. Danach war sie freiberuflich tätig, bis sie 1982 zum Hamburger Ohnsorg-Theater kam, dessen Ensemble sie bis zuletzt angehörte und in dem sie weit über 80 Rollen in Stücken verkörperte, die zum Teil auch für das Fernsehen aufgezeichnet wurden. Ihren ersten Auftritt am Ohnsorg-Theater hatte Uta Stammer im Stück Gode Nacht, Fro Engel an der Seite von Heidi Kabel. In ihrer letzten Rolle war sie bis Februar 2018 als Maude in Harold un Maude auf der Bühne des Ohnsorg Studios zu sehen.
Mit ihren Kolleginnen Diana Körner und Dinah Hinz war sie ab 2013 wiederholt in dem Stück Jetzt oder nie – Zeit ist Geld, einer Produktion der Hamburger Kammerspiele, auf deutschen Bühnen zu sehen.
Seit 1978 arbeitete Uta Stammer sporadisch für das Fernsehen. So war sie u. a. in den Serien Kümo Henriette und Großstadtrevier auf dem Bildschirm zu sehen.
Auch für den Hörfunk übernahm Uta Stammer Aufgaben, so z. B. in zwei Produktionen von Radio Bremen, So oder anners und Een Maler kummt na Huus, beide von Jochen Schimmang.
In der Hörspielserie Die drei !!! wirkte sie in den Folgen Tanz der Hexen und Panik im Freizeitpark mit. Ebenso ist sie in Das Wunder von Björn von Hansjörg Ahlers sowie in Thabo, Detektiv & Gentleman – Der Nashorn-Fall von Kirsten Boie und Angela Gerrits zu hören.
Uta Stammer starb im Juni 2018 nach kurzer schwerer Krankheit in Hamburg im Alter von 69 Jahren. Ihre letzte Ruhestätte fand sie auf dem Friedhof Ohlsdorf. Dort wurde sie in der Baumgräberanlage im Planquadrat Bm 58 südlich der Mittelallee beigesetzt.

## Filmografie (Auswahl)
- 1978–1981: Kümo Henriette (28 Folgen)
- 1979: St. Pauli-Landungsbrücken – Barkasse Pösel
- 1982: Die Fischer von Moorhövd
- 1993: Der Landarzt – Der Fremde
- 1993: Großstadtrevier – Brüderchen
- 1996: Die Ohnsorgs
- 1997: Großstadtrevier – Das zweite Gesicht / Lug und Trug
- 1998: Ein Mann stürzt ab
- 2002: Broti & Pacek – Irgendwas ist immer – Das Ding

## Theaterrollen
Aufzeichnungen aus dem Ohnsorg-Theater:
- 1983: Gute Nacht, Frau Engel
- 1983: Bleibt alles in der Familie
- 1987: Was rastet, das kostet
- 1989: Der Düvelsblitz
- 1989: Alles oder nichts
- 1992: Durchgangsverkehr
- 1992: Der rote Unterrock
- 1993: Dynamit und Pusteblumen
- 1996: Wunschträume
- 1996: Wenn man Meyer heißt
- 1999: Plünnenball
- 1999: Bett und Frühstück
- 2000: Morgen wird alles anders
- 2000: Der letzte Wille
- 2002: Die Reise nach Kapstadt
- 2003: Der wahre Jakob
- 2003: Zwei wie Katz und Hund
- 2005: Pension Schöller
- 2009: Ein gemütlicher Abend
- 2010: Nichts als Sand

## Hörspiele (Auswahl)
- 1977: Günter Eich: Ilse Aichinger: Der letzte Tag von Lissabon (Rosita) – Regie: Hans Rosenhauer
- 1990: Wolfgang Pauls: Die Schipper-Kids (5. Folge: Die Schipper-Kids und Opa Knurrigs) (Postkundin) – Regie: Hans Helge Ott
- 1996: Hans-Hinrich Kahrs: Güstern is all meist vörbi. Hörspiel in niederdeutscher Mundart – Regie: Edgar Bessen
- 1996/97: Angela Gerrits: Die Strandpiraten (5 Teile) (Alke Harms) – Regie: Hans Helge Ott, Gottfried von Einem, Alex Neumann, Christiane Ohaus, Holger Rink
- 2000: Hans Helge Ott, Katrin Krämer: Stopp!! (1., 2. und 4. Teil) (Friede) – Regie: Hans Helge Ott, Katrin Krämer
- 2002–2010: SchnappSchuss – De Krimi op Platt. Hörspiele aus den fünf norddeutschen Bundesländern (Marianne Kock) (RB/NDR)
  - 2002: Manfred Brümmer: Graww in de Dannen. Niederdeutsches Hörspiel aus Mecklenburg-Vorpommern – Redaktion Und Regie: Hans Helge Ott
  - 2002: Erich R. Andersen: Sylter Arvschop. Niederdeutsches Hörspiel aus Schleswig-Holstein – Regie: Frank Grupe
  - 2003: Frank Grupe: Sun in the City. Niederdeutsches Hörspiel aus Bremen – Redaktion und Regie: Hans Helge Ott
  - 2003: Frank Grupe: Tweemal leven. Niederdeutsches Hörspiel aus Hamburg – Regie: Frank Grupe
  - 2003: Snorre Björkson: Kühleborn spöökt wedder. Niederdeutsches Hörspiel aus Niedersachsen – Regie: Georg Bühren
  - 2003: Rudolf Kollhoff: Se seggen Fisch to em. Niederdeutsches Hörspiel aus Mecklenburg-Vorpommern – Regie: Hans Helge Ott
  - 2004: Carl Groth: Leckspoor. Niederdeutsches Hörspiel aus Hamburg – Regie: Hans Helge Ott
  - 2004: Frank Grupe: De ole Villa. Niederdeutsches Hörspiel aus Schleswig-Holstein – Regie: Hans Helge Ott
  - 2006: Carl Groth: Watervagel-Trip. Niederdeutsches Hörspiel aus Schleswig-Holstein – Redaktion und Regie: Hans Helge Ott
  - 2007: Hugo Rendler: Videos. Niederdeutsches Hörspiel (Ort: Kaiserstuhl, Baden-Württemberg) – Übersetzung, Redaktion und Regie: Hans Helge Ott
  - 2009: Frank Grupe: Halligstorm. Niederdeutsches Hörspiel aus Schleswig-Holstein – Regie: Ilka Bartels
  - 2010: Carl Groth: DNA ut Oklahoma. Niederdeutsches Hörspiel aus Schleswig-Holstein – Regie: Wolfgang Seesko
- 2004: Helmut Käutner, Karl Vibach: Große Freiheit Nr. 7. Niederdeutsches Hörspiel nach dem Film von Helmut Käutner und dem Theaterstück von Karl Vibach (Anita Schröder, Chefin vom Hippodrom) – Redaktion und Regie: Hans Helge Ott
- 2004/05: Philip Pullman: Der Goldene Kompass (8 Teile) (Ma Costa) – Regie: Achim Schmidt-Carstens
- 2006: John Millington Synge: Een Held in’n Dörpskroog. The Playboy of the Western World. Niederdeutsches Hörspiel (Witwe Quinn) – Redaktion und Regie: Hans Helge Ott
- 2006: Dylan Thomas: Ünner den Melkwoold. Ein Spiel für Stimmen (Fro Seemann) – Redaktion und Regie: Hans Helge Ott
- 2012: Jimmy Docherty: Der große Baresi (2 Teile) (Jakes Großmutter) – Regie: Hans-Helge Ott
- 2014: Frank Schulz: Onno Viets und der Irre vom Kiez (Hammerbrookerin) – Regie: Wolfgang Seesko
- 2016: Martin Verg, Ina Rometsch: Ein Sommer auf Lumpensand (2 Teile) (Frau Schröder) – Bearbeitung, Dramaturgie, Redaktion und Regie: Jörgpeter von Clarenau
- 2016: Kirsten Boie: Der Junge, der Gedanken lesen konnte (2 Teile) (Frau, Dicke Frau) – Regie: Hans Helge Ott
- 2017: Frank Schulz: Die Hexenbraut (Bäuerin 1) – Regie: Wolfgang Seesko
- 2018: Kirsten Boie: Thabo – Detektiv und Gentleman: Der Nashornfall (Rentnerin (Touristin)) – Regie: Janine Lüttmann

## Auszeichnungen
- 2013: Rolf-Mares-Preis für die Darstellung der Karoline in Noch eenmal verleevt im Ohnsorg-Theater.